# J. LaRose
J. Adam Larose of J. LaRose (Springs, Verenigde Staten, 24 augustus 1972) is een Amerikaanse acteur. Hij staat bekend voor zijn rol als Troy in Saw III en zijn rol in Insidious als de lang-harige fanaat (Long-haired fiend).

## Filmografie

### Films
- Identity Lost (2001) als Terry Brooks
- Saw III (2006) als Troy
- Saw IV (2007) als Troy (flashback)
- Death Walks the Streets (2008) als Mayor Alvarez
- Repo! The Genetic Opera (2008) als Vanity en Vein
- The Tortured (2010) als Hunter
- Insidious (2010) als lang-harige fanaat
- Mother's Day als Ziekenhuis security
- The Tenant (2010) als Jeff
- The Arcadian (2011) als de vuurtorenwachter
- Cassadaga (2011) als Heath
- 11-11-11 (2011) als Wayne
- To Write Love on Her Arms (2011) als Echo
- The Devil's Carnival (2012) als The Major
- The Baytown Outlaws (2012) als Helaku
- The Barrens (2012) als Ranger Bob
- The Lost Episode (2012) als Willard
- Two Days (2012) als Undercover Officier
- Now You See Me (2013) als Willy Mears
- Missionary (2013) as Sarge Powell
- Insidious: Chapter 2 (2013) als lang-harige fanaat
- Free Ride (2013) als DEA
- The Summoning (2014) als Harold
- Last Shift (2014) als Patrick Black
- Hidden in the Woods (2014) als Holden
- All the Devils Are Here (2014) als Walker
- Dark Places (2015) als Trey Teepano
- Wind Walkers (2015) Neelis Kingston
- Alleluia! The Devil's Carnival (2016) als The Major
- Abattoir (2016) als Kyle
- Dead Wedding (2016) als Curtis
- Boonville Redemption (2016) als Candelario
- Extremity (2018) als Phil
- HeartBreak (2019) als John Vance
- Big Top Evil (2019) als Roadside Jack
- Sky Sharks (2020) als Martin Keele

### Korte films
- Butterfly Dreams (2000) als James Luther
- The Crown of Rust (2005) als Cuban Joe
- Repo! The Genetic Opera (2006) als Pavi Largo
- Al_vi_ne_aL (2007) als Fire
- Fiend Fatale (2013) als Cordoba
- Amazing Grace (2013) als Bosco
- The Bloody Jug Band: Beautiful Corpse (2015) als de begrafenisondernemer
- Noose Jumpers (2016) als The Stranger

### Televisiefilms
- Mandrake (2010) als Shaman
- Workers' Comp (2011) als Sherwood
- Outlaw Country (2012) als Straw Perry

### Televisieseries
- From the Earth to the Moon (1998, miniserie, 1 afl.) als de anesthesist
- Mortal Kombat: Conquest (1999, 1 afl.) als Warrior
- Sheena (2001, 1 afl.) als Raoul
- Mind of Mencia (2005, 1 afl.) als Native American
- Fear Itself (2008, 1 afl.) als Thug
- Potter's Field: Web Series (2009, miniserie, 1 afl.) als Okumse
- Banshee (2014, 2 afl.) als Thompson
- Salem (2014, 1 afl.) als Shaman
- Spaceship Florida (2014, 1 afl.) als Nokosi
- Ray Donovan (2016, 3 afl.) als Ed
- Fear the Walking Dead (2017, 1 afl.) als Old Nation Man
- Mayans M.C. (2018, 2 afl.) als Adam
- The Righteous Gemstones (2019, 8 afl.) als Gregory
- Brockmire (2020, 1 afl.) als Chief Sango Whitehorse